# Curvelo (ort)
Curvelo är en ort i Brasilien.   Den ligger i kommunen Curvelo och delstaten Minas Gerais, i den sydöstra delen av landet, 500 km sydost om huvudstaden Brasília. Curvelo ligger 653 meter över havet och antalet invånare är 63 954.
Terrängen runt Curvelo är platt. Det finns inga andra samhällen i närheten.
Omgivningarna runt Curvelo är huvudsakligen savann. Runt Curvelo är det glesbefolkat, med 13 invånare per kvadratkilometer.